# Louis-Stéphane Ulysse
Louis-Stéphane Ulysse est un écrivain et scénariste français, né à Paris, le 13 juin 1958. Il est le fils de l'acteur Fred Ulysse et de l'actrice Dominique Jayr.

## Romans
- Soleil Sale, éditions Florent-Massot, 1996.
- Toutes les nouvelles de mon quartier intéressent le monde entier, editions Michalon, 1996 ; collection "Nouvelle génération d'auteurs", J'ai lu, 1997. Sélectionné pour le Prix de Flore, 1996.
- La Mission des flammes, éditions Florent-Massot, 1997 ; version remaniée : collection "Nouvelle génération d'auteurs", J'ai lu, 1998.
- Le Paradis des chiens, Flammarion, 1999.
- Pourquoi les femmes n'aiment pas les petits garçons, éditions Hors-Commerce, 2003. Ce texte bénéficiera du soutien du Centre national du livre.
- De l'autre côté de la baie, Calmann-Lévy, 2003.
- La Fondation Popa, éditions du Panama, 2007. Lauréat du Prix du Style 2007.
- Harold, Éditions Le Serpent à plumes, 2010, réédition version remaniée, collection L'Ombre animale à La Bibliothèque, 2018.
- La Solitude de l'ours polaire, avec une musique de Caroline Duris, Éditions numériques E-fractions, 2013
- Médium les jours de pluie, Éditions Le Serpent à plumes, 2015

## Nouvelles
- C'est véritable histoire de fous, je vivre !, revue littéraire NRV, 1996.
- L'Etoile rouge de Saint-Ouen, revue littéraire Le Chroniqueur, 1996.
- Pour avoir de nouveaux amis, revue littéraire NRV, 1997.
- De l'influence du plan vigipirate sur le concert de John Cale au bataclan, revue littéraire Le Chroniqueur, 1997.
- J'étais là à zigzaguer devant les marches du palais dans le crépuscule des arsouilles, L'Événement du jeudi, numéro spécial "Cannes 50 ans, 50 auteurs", 1997.
- L'Esprit de corps, Les Inrockuptibles, numéro spécial X, 1998.
- Petites mécaniques nocturnes ponctuées de fines rythmiques argentées, Collectif "De Minuit à Minuit", sous la direction de Daniel Conrad, Fleuve noir, 2000.
- Velveteen, revue littéraire Saint-Ambroise, 2002.

## Autres
- Contes de la Cité endormie, série de contes pour enfants diffusée en cinq parties sur France Culture, 1994 ; série multirediffusée sur plusieurs chaines francophones entre 1995 et 2000.
- Derrière le miroir, entretiens avec Andréas Voutsinás, livre d'entretiens avec Andréas Voutsinás, éditions Zélie-Michel Archimbaud, 1994.
- Une histoire du Western, Vol. I - Les Cowboys, GM Éditions, 2018
- Une histoire du Western, Vol. II - Les Indiens, GM Éditions, 2018

## Filmographie

### Scénariste
- 1999 : Un pur moment de rock'n roll de Manuel Boursinhac, d'après le livre de Vincent Ravalec, MP productions. Sélectionné au Festival international du film de Saint-Sébastien
- 2005 : Les Invisibles de Thierry Jousse, Baghera productions. Sélectionné au Festival de Cannes
- 2023 : Double Foyer de Claire Vassé, collaboration au scénario. Takami productions